# Monoeca xanthopyga
Monoeca xanthopyga är en biart som beskrevs av Harter-marques, Cunha och Jesus Santiago Moure 2001. Monoeca xanthopyga ingår i släktet Monoeca och familjen långtungebin. Inga underarter finns listade i Catalogue of Life.